# Miele (Giusy Ferreri)
Miele è un singolo della cantante italiana Giusy Ferreri, pubblicato il 2 febbraio 2022 come secondo estratto dal sesto album in studio Cortometraggi.
Il brano viene eseguito in gara al Festival di Sanremo 2022 durante la prima serata della kermesse musicale.

## Descrizione
Il singolo, scritto da Tropico, con Federica Abbate, Fabio Clemente e Alessandro Merli, viene descritto dalla cantante:
Particolarità del brano, presente sia nelle esibizioni dal vivo a Sanremo che nella versione in studio, sono alcune brevi parti cantate tramite un megafono.

## Accoglienza
Andrea Conti per Il Fatto Quotidiano riscontra nel brano delle influenze della musica country, definendo il brano «un amore nostalgico e dal sapore di miele». Francesco Chignola di TV Sorrisi e Canzoni definisce il brano  «nostalgico» e «dal ritmo inaspettato e sensuale».
Andrea Laffranchi de il Corriere della Sera, rimane meno colpito dal brano, scrivendo che «un ritmo che latineggiano malinconicamente, ma senza meta, in attesa che lui fugga da lei nel cuore della notte».
Francesco Prisco, scrivendo per Il Sole 24 Ore, paragona il brano a Don't Let Me Be Misunderstood, interpretato da Nina Simone, per quanto riguarda «il giro armonico», sebbene non resti colpito dal testo del brano.

## Tracce
Testi di Davide Petrella, musiche di Federica Abbate, Fabio Clemente e Alessandro Merli.
1. Miele – 2:53

## Classifiche
| Classifica (2022) | Posizione massima |
| ----------------- | ----------------- |
| Italia            | 23                |